# Croton ruizianus
Croton ruizianus är en törelväxtart som beskrevs av Johannes Müller Argoviensis. Croton ruizianus ingår i släktet Croton och familjen törelväxter. Inga underarter finns listade i Catalogue of Life.